# Minuskuł 482 (Gregory-Aland)
Minuskuł 482 (wedle numeracji Gregory-Aland), ε 1017 (w numeracji von Sodena) – rękopis Nowego Testamentu pisany minuskułą na pergaminie w języku greckim. Według kolofonu został sporządzony w roku 1285. Na liście Scrivenera rękopis znajduje się pod numerem 570. Rękopis zachował się w całości, jednak w niektórych partiach atrament jest wyblakły. Został sporządzony przez niedokładnego skrybę, o czym świadczy wiele niezwykłych wariantów tekstowych, z których znaczna część nie występuje w żadnym innym rękopisie. Posiada księgi liturgiczne oraz marginalia. Powstał prawdopodobnie w Konstantynopolu, przechowywany jest w Londynie.

## Opis rękopisu
Kodeks składa się z 317 pergaminowych kart (19 na 15,2 cm) . Pergamin jest cienki i dobrej jakości. Karty kodeksu są ułożone w quarto. Później dodano kilka papierowych kart na początku i jedną na końcu rękopisu.
Zawiera pełny tekst czterech Ewangelii, bez żadnych luk, na kartach 6v-288v kodeksu. W niektórych partiach rękopisu tekst wyblakł. Zawiera ponadto tablice Kanonów Euzebiusza (folios 3r-6r), tablice κεφαλαια (spis treści) przed każdą z Ewangelii, noty do czytań liturgicznych na marginesie, portrety czterech ewangelistów przed każdą z Ewangelii, księgi liturgiczne z żywotami świętych: Synaksarion (folios 290-317) oraz Menologium. Synaksarion i Menologion nie należały do oryginalnego rękopisu, zostały dodane później. Menologion pisany jest na papierze.
Tekst Ewangelii pisany jest w jednej kolumnie na stronę, 22-23 linie w kolumnie; marginesy są szerokie, tekst zajmuje powierzchnię 14,0 na 9,0 cm. Tekst dzielony jest według rozdziałów (gr. κεφαλαια), których numery umieszczone zostały na lewym marginesie tekstu, a ich tytuły (τιτλοι) w górnym marginesie. Dzielony jest ponadto wedle krótszych Sekcji Ammoniusza, z odniesieniami do Kanonów Euzebiusza (pisane na marginesie poniżej numerów Sekcji Ammoniusza). Zawiera zdobione nagłówki oraz zdobione wielkie inicjały na początku każdej Ewangelii.
Chociaż pierwszy skryba popełnił niewiele błędów itacyzmu (korekty dokonane późniejszą ręką zawierają nawet większą ich liczbę), w manuskrypcie występuje wiele innych błędów. Jedynie w piętnastu pierwszych rozdziałach Ewangelii Mateusza N efelkystikon występuje 20 razy. Częsty jest błąd homoioteleuton, przestawianie słów w zdaniu, zastępowanie słów przez ich synonimy (np. υβρισαν na εδειραν), terminy pochodzenia obcego (hebrajskie, łacińskie) pisane są na kilka sposobów. Nazaret w Jana 1,46 oddany został w formie ναζαρεθ, natomiast w Jana 1,47 jako ναζαρετ; łoże pisane jest jako κραββατον w 2 rozdziale Marka oraz jako κραβαττον w 5 rozdziale Jana.
Tekst Ewangelii posiada wiele korekt wprowadzonych przez dwóch późniejszych korektorów. Od jednego z poprawiających pochodzi Synaksarion i Menologion.

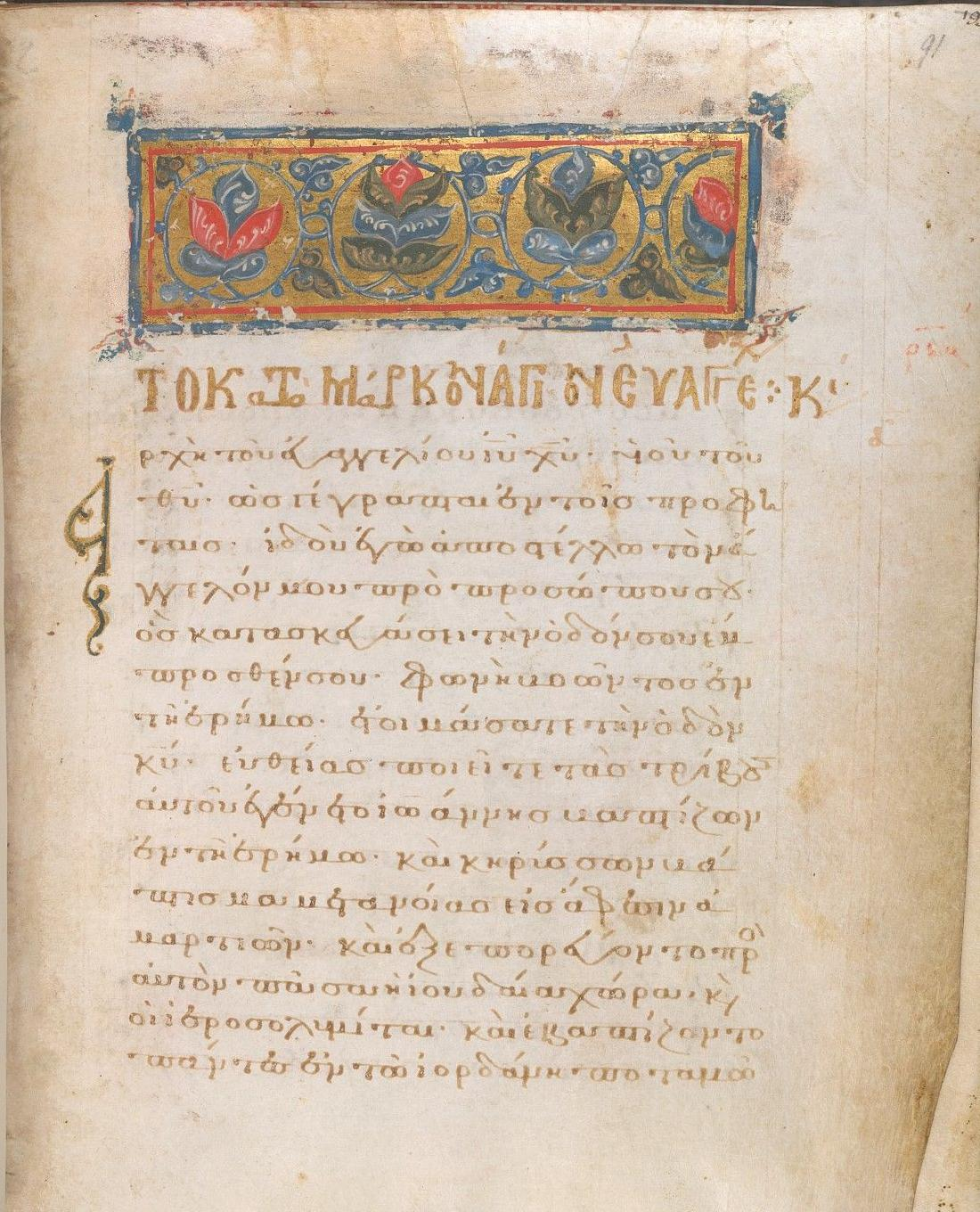
Pierwsza strona Ewangelii Marka

## Tekst kodeksu
Grecki tekst kodeksu przekazuje tekst bizantyński. Hermann von Soden zaklasyfikował go do rodziny tekstualnej Ikc. Kurt Aland nie sporządził dlań profilu tekstualnego i w efekcie nie zaklasyfikował do żadnej kategorii rękopisów Nowego Testamentu. Według Claremont Profile Method, tj. metody wielokrotnych wariantów, reprezentuje rodzinę tekstualną Kx (standardowy tekst bizantyjski) w Łukaszu 1, natomiast w Łukaszu 10 oraz Łukaszu 20 należy do rodziny Πa.
Pomimo iż dominuje element rodziny Π, zazwyczaj rękopis nie jest klasyfikowany jako członek tej rodziny, ponieważ ma dość dużo elementów rodziny Kx . Zawiera wiele unikalnych wariantów.
W niektórych partiach tekst jest zgodny z najstarszymi uncjalnymi kodeksami jak: Vaticanus, Kodeks Efrema, Kodeks Bezy, Kodeks Cypryjski, Regius, Kodeks Kampiański oraz Codex Dublinensis.
W Mateuszu 1,6 nie posiada frazy ο βασιλευς, podobnie jak w rękopisach Papirus 1, Sinaiticus, Vaticanus, 036, f1, f13, 700. Wariant rękopisu uważany jest za poprawny przez współczesnych krytyków tekstu.
W Marku 13,27 zawiera niezwykły dodatek αγγελους μου μετα σαλπιγγος φωνης μεγαλης (aniołów z wielką trąbą), wariant ten zaczerpnięty został z paralelnego tekstu w Mateuszu 24,31 i nie występuje w żadnym innym rękopisie.
Mt 1,10 – Αμως (jak א, B, C, Γ, Δ, Θ, f1, 33), większość rękopisów przekazuje Αμων (L, W, f13, tekst bizantyjski, Textus receptus).
Mt 5,16 – ιδωσιν υμων τα καλα εργα ] ιδωσι τα καλα υμων εργα
Mt 7,13 – εισερχομενοι ] ερχομενοι
Mt 7,14 – τι ] οτι
Mt 26,7 – βαρυτιμου ] πολυτιμου
Mk 8,7 – ειπεν ] ειχεν

## Historia
Kolofon na stronie 592 podaje: ετελειωθη κατα τον μαιον μηνα εις τας τριακοντα (?) ημερα τεταρτη της ενισταμενης ετους ςψζγ ινδικτ ιγ. Zgodnie z tą notą rękopis został sporządzony 30 maja 6793 roku (tj. roku 1285). Późniejszy korektor zmienił Ψ na Υ, aby uzyskać rok 985. Skryba nazywał się Teofil i był mnichem. Nieznane jest miejsce powstania rękopisu. Przypuszcza się, że został sporządzony prawdopodobnie w Konstantynopolu.
Na folio 7 występuje nota dokonana przez piszącego z XVI wieku, starta później przez inną osobę.
Rękopis należał ongiś do Charlesa Burneya (1757-1817), profesora z Cambridge. Nie wiadomo, w jaki sposób wszedł on w posiadanie rękopisu, jednak po jego śmierci udowodniono, że wiele rękopisów wykradł z biblioteki Uniwersytetu w Cambridge. W 1818 rękopis został zakupiony przez British Museum. W 1964 roku kodeks został poddano zabiegom restauratorskim.
Rękopis był badany przez Scrivenera, który skolacjonował jego tekst i wydał go w 1852. Na listę rękopisów Nowego Testamentu wprowadził go Scrivener (570) oraz C.R. Gregory (482). Gregory widział go w 1883.
Kodeks przechowywany jest obecnie w British Library (Burney 20) w Londynie .